# Esther Maria van Witzleben-Elgersburg
Esther Maria van Witzleben-Elgersburg (Römhild, 28 juli 1665 – Gelnhausen, 20 februari 1725)
was de tweede vrouw van Johan Karel van Palts-Birkenfeld-Gelnhausen (1638-1704) en dus ook voorouder van de tak van de koninklijke familie van Beieren, die vanaf de vroege 19de eeuw bekendstonden als Hertogen in Beieren.

## Leven en Huwelijk
Esther Maria werd geboren in 1665, dochter van Georg Friedrich van Witzleben-Elgersburg (±1635 - ±1689), die de post van hoofdranger (Oberforstmeister) bezette bij het minuscule hof van het Hertogdom van Saksen-Römhild, en Maria Magdalena van Hanstein. Hoewel haar familie behoorde tot de Thüringse adel, miste ze de status van Rijksvrijheid die wel werd genoten door de Paltsgraven.
Ze was al weduwe van een heer van Brömbsen, toen de 30-jarige hofdame van Johan Karel van Palts-Birkenfeld-Gelnhausen met laatstgenoemde  trouwde. Hij ging een morganatisch huwelijk aan, omdat hij geen vrouwen van hogere rang kon handhaven. Hij beloofde ook aan zijn broer, Christiaan II van Palts-Birkenfeld-Bischweiler, dat hij voor de kinderen die uit het huwelijk zouden geboren worden, "niet meer zou eisen dan dat ze als edelen beschouwd worden, zodat er niets te vrezen valt wat de opvolging betreft."
Toen Johan Karel stierf in 1704 diende Esther Maria een rechtszaak in tegen zijn broer in de Rijkshofraad op 3 september 1708. Ze verkreeg, op 11 april 1715, volle erkenning voor haarzelf en haar kinderen als prinselijke dynasten. Haar schoonbroer Christiaan II gedoogde in een overeenkomst van 29 oktober 1716, haar kinderen hun Paltse titels en opvolgingsrechten bevestigend, en hun toelage van 6000 naar 50 000 gulden verhogend.
Zij stierf in 1725 en werd, net als haar kinderen, nog lange tijd minderwaardig geschat. Maar de Vrede van Teschen, die de Beierse Successieoorlog beëindigde, erkende eindelijk in 1779, in artikel 8, de dynastieke rechten van de nakomelingen van Johan Karel en Esther Marie van Witzleben, wiens kleinzoon, Wilhelm (1752-1837), in 1803 het Hertogdom Berg ontving als een apanage van de Graaf van Beieren in compensatie voor de cessie van zijn territoria aan de linkeroever van de Rijn aan Napoleon.

## Kinderen
Uit haar huwelijk met Johan Karel op 28 juli 1696 werden vijf kinderen geboren:
- Frederik Bernard (1697-1739)

∞ 1737 Prinses Ernestine Louise van Waldeck-Pyrmont (1705-1782)
- Johan (1698-1780)

∞ Gravin Sophie Charlotte van Salm-Dhaun (1719-1770)
- Wilhelm (1701-1760), veldmaarschalk in het Hongaarse leger en later generaal van de cavalerie in het Nederlandse leger.
- Charlotta Catherina (1699-1785)

∞ 1745 Prins Frederik Lodewijk, Prins van Solms-Braunfels (1696-1761)
- Sophia Maria (1702-1761)

∞ 1722 Henry XXV, Graaf van Reuss (1681-1748)